# 繆晉
祖籍现江苏无锡。
担任《钦定四库全书荟要》史部之《圣祖仁皇帝庭训格言》详校工作。
后在嘉庆实录中有同名者，任知府，因贪枉被革职，但与详校官缪晋同否同一人？尚不得而知。